# Брунк (Радече)
Брунк (словен. Brunk) — поселення в общині Радече, Савинський регіон, Словенія. Висота над рівнем моря: 465,4 м.